# Élevage champêtre
La méthode du taquet ou l’élevage champêtre (en anglais hacking) est une méthode d'élevage d'animaux pour leur introduction dans la nature,. Il consiste à placer des jeunes animaux immatures dans des nids en semi-liberté où ils reçoivent de la nourriture sans voir d'êtres humains. Une fois qu'ils quittent le nid, ils reconnaissent cette zone comme leur propre habitat où ils s'établissent. C'est une méthode particulièrement utilisée pour les oiseaux, mais aussi pour certains mammifères.
Pour commencer le processus d’élevage champêtre, les poussins doivent avoir atteint un âge suffisant pour maintenir eux-mêmes leur température corporelle, mais où ils ne sont pas encore capables de voler.
De plus, il faut éviter les animaux emprintés, qui doivent être empreints de leur propre espèce. Pour cela, les poussins peuvent être retirés de leurs parents biologiques à un âge approprié. Dans le cas où ils proviennent d'œufs incubés artificiellement, ils doivent être nourris avec des marionnettes simulant des adultes de leur espèce,.
C'est une technique très utilisée pour les rapaces dans les projets de réintroduction. Cependant, toutes les espèces ne sont pas adaptées à l’élevage champêtre, uniquement celles dont les poussins sont capables de se nourrir sans l'aide des adultes.